# We Are What We Are (2013)
We Are What We Are is een Amerikaanse thriller-horrorfilm uit 2013 onder regie van Jim Mickle. Hiervoor bewerkte hij samen met Nick Damici het originele filmscenario van scriptschrijver en regisseur Jorge Michel Grau. Die laatste verfilmde dit in 2010 zelf al eens als Somos lo que hay, internationaal eveneens uitgebracht als We Are What We Are.

## Verhaal
Emma Parker koopt in een buurtwinkel een touw en een zaklamp. Buiten blijft ze even staan voor een aanplakbiljet over een vermist meisje. Ze wordt niet lekker en geeft bloed op. Wanneer ze flauwvalt, raakt ze met haar hoofd een paaltje. Daarop komt ze bewusteloos in een met regenwater gevulde goot terecht en verdrinkt.
Sheriff Meeks informeert Frank Parker over het overlijden van zijn vrouw. Hij stuurt zijn tienerdochters Iris en Rose naar Dr. Barrow om Emma te identificeren. Hun jongere broertje Rory blijft bij zijn vader. Barrow vertelt de meisjes dat hij verplicht is om een autopsie uit te voeren bij hun moeder. Wanneer hij daartoe overgaat, treft hij weefsel aan dat hem doet vermoeden dat Emma vroege verschijnselen van de ziekte van Parkinson had.
Frank vertelt Iris dat zij als oudste dochter de functie van haar moeder over moet nemen binnen het gezin. Hij geeft haar een dagboek dat ooit toebehoorde aan Alyce Parker. Dit begint in 1781. Het dagboek onthult dat Alyce' vader Mathhias de eerste Parker was die zijn gezin voedde door over te gaan tot kannibalisme. Dit gebruik is sindsdien een trouw gevolgde, religieuze traditie die is overgegaan op generatie na generatie Parker. Het is nu Iris' taak om de slachtoffers die haar vader in de schuur opsluit te doden en fijn te snijden. Hoewel de meisjes altijd al wisten wat ze aten, valt het zelf doden van hun voedsel ze zwaar. Rose betwijfelde al of ze per se moesten blijven 'wat zij zijn', nadat ze meewerkt aan het doden van één vrouw, zweert ze dit nooit meer te doen. Voor hun vader staat niettemin vast dat ze met hun manier van leven voldoen aan de wens van God en daarom niet met de traditie mogen breken.
Barrow vindt een botje in de rivier waarvan hij vermoedt dat het van een mens is. Omdat zijn dochter ooit verdween en nooit is teruggevonden, gaat hij hiermee naar de politie. Hulpsheriff Anders zegt hem toe de rivier te komen onderzoeken. Daarbij vindt hij een menselijke tand. Anders laat die zien aan Iris wanneer hem ze uitnodigt om binnen te komen en droge sokken aan te trekken. Iris biedt aan om hem naar een klein begraafplaatsje verderop te brengen om te zien of de tand uit een van de graven kan zijn gespoeld. Ongezien stopt ze een mes in haar zak om Anders daar om te brengen. De twee hebben alleen al tijden gevoelens voor elkaar. Wanneer Anders op de begraafplaats voor de zoveelste keer laat blijken hoe leuk hij haar vindt, besluit ze hem niets aan te doen, maar zijn liefde te beantwoorden. Frank is de twee alleen gevolgd. Wanneer het stel ligt te vrijen in het gras, slaat hij Anders' schedel in met een schop. Hij begraaft de hulpsheriff ter plaatse.
Wanneer Frank 's avonds in de tuin is, ziet hij dat de aanhoudende regen weggewerkte botten losspoelt, de rivier in. Hij probeert dit te stoppen, maar realiseert zich binnen de kortste keren dat hem dat niet lukt. Zich beseffend dat het geheim van zijn familie uit gaat komen, besluit hij zichzelf en zijn gezin om te brengen. Die avond strooit hij arsenicum in de soeppan voor hij die op tafel zet. Barrow heeft intussen medische vakliteratuur erop nageslagen. Hierbij heeft hij ontdekt dat het aangetaste weefsel van Emma geen teken was van de ziekte van Parkinson, maar van een ziekte die kan ontstaan na het eten van menselijke hersenen. Hevige trillingen en evenwichtsverlies zijn ook symptomen hiervan, die Frank ook vertoont. Dat, het gevonden botje en het feit dat er over de jaren in vijftig kilometer omtrek meer dan dertig mensen zijn verdwenen, zorgen ervoor dat Barrow de juiste conclusie trekt.
Rose ziet poederresten in de soep die haar vader hun voorzet. Ze realiseert zich dat hij er arsenicum in gedaan heeft. Ze kan niet aanzien dat Rory hier van eet en voorkomt dit door zijn bord van tafel te slaan. Voor Frank iets kan doen, komt Barrow langs. Hij vertelt Frank over zijn bevindingen. Ook ziet hij dat Iris een haarspeld draagt die ooit van zijn dochter was. Wanneer Barrow antwoorden over haar eist, trekt Frank een geweer. Iris voorkomt dat hij Barrow treft, maar raakt daarbij zelf gewond. Barrow heeft ook een schot gelost en lijkt Frank daarmee te hebben gevloerd. Wanneer Barrow kijkt hoe het met Iris gaat, slaat Frank hem niettemin op het achterhoofd met een pan, bewusteloos.
Frank gaat Rose halen, die in paniek met Rory naar buurvrouw Marge is gevlucht. Wanneer die voor het raam naar buiten kijkt, steekt Frank haar met een mes in haar keel. Vervolgens overtuigt hij Rose en Rory om met hem mee naar huis te gaan. Hier zet hij iedereen opnieuw een bord met vergiftigde soep voor. Hij zegt Rose dat ze op haar moeder lijkt, waarop het meisje hem aanvliegt. Ze zet haar tanden in zijn hals en bijt er stukken uit. Iris steekt een mes door Franks hand, die daardoor vastzit aan de tafel. Vervolgens begint ze met haar tanden het vlees van zijn arm te scheuren. De twee happen en kauwen tot Frank geen beweging meer vertoont. Rose ziet dat Barrow nog leeft, hoewel hij amper bij bewustzijn is. Ze legt zijn dochters haarspeld op zijn borst.

## Epiloog
Iris, Rose en Rory zijn met de auto op weg naar een nieuwe bestemming. Het dagboek van Alyce Parker ligt bij Rose op schoot.

## Rolverdeling
- Julia Garner - Rose Parker
- Ambyr Childers - Iris Parker
- Bill Sage - Frank Parker
- Jack Gore - Rory Parker
- Kassie Wesley DePaiva - Emma Parker
- Kelly McGillis - Marge
- Michael Parks - Dr. Barrow
- Wyatt Russell - Deputy Anders
- Annemarie Lawless - Arlene Stratton
- Traci Hovel - Mrs. Kimble
- Nat DeWolf - Mr. Kimble
- Nick Damici - Sheriff Meeks
- Vonia Arslanian - Emily Meeks
- Odeya Rush - Alyce Parker
- Joel Nagle - Mathias Parker

## Originele vs. nieuwe versie
- We Are What We Are is een remake van Somos lo que hay, maar significant anders dan het origineel. Alleen het hoofdthema is hetzelfde: een vijfhoofdige kannibalistische familie, wiens praktijken aan het licht komen na het overlijden van een van de ouders. De gebeurtenissen in de film en zowel de geslachten als de karakters van de personages zijn voor het grootste deel anders.